# Carl Kuntz (Maler)

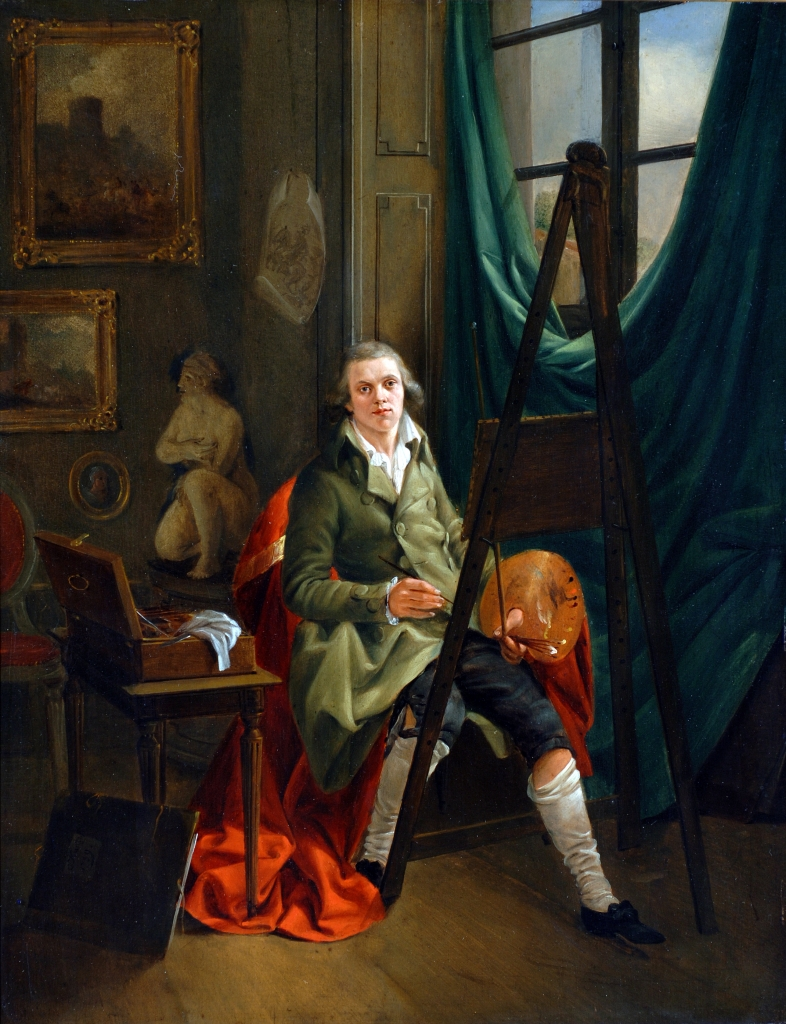
Selbstbildnis des Künstlers in seinem Atelier (1789)

Carl Kuntz (* 29. Juli 1770 in Mannheim; † 8. September 1830 in Karlsruhe) war ein deutscher Landschaftsmaler und Radierer.

## Leben und Werk
Carl Kuntz besuchte die Mannheimer Zeichnungsakademie. Johann Jakob Rieger, ein Schüler von Ferdinand Kobell unterrichtete ihn in der Landschaftsmalerei nach dem Vorbild der Niederländer des 17. Jahrhunderts. Obwohl Carl Kuntz räumlich von den Kobells (München) getrennt war, durchlief er eine ähnliche künstlerische Entwicklung wie die „Münchner Landschaftsmaler“.
In den Jahren 1791/92 bereiste er die Schweiz und Oberitalien. Er erwarb dabei gründliche Kenntnisse in der Druckgraphik, vor allem in der Aquatintaradierung. Gleichzeitig entstanden „plein-air“-Studien. Nach der Rückkehr in seine Vaterstadt festigte er seinen Ruf als Graphiker durch die Serie der „Schwetzinger Stiche“ (1793). Eine feste Anstellung fand Kuntz bei der 1796 ins Leben gerufenen Chalkographischen Gesellschaft in Dessau. Dort wurde er als Zeichner beschäftigt, fertigte aber auch selbst Aquatintaradierungen. 1804, nachdem er beim badischen Hof vergebliche Versuche unternommen hatte, die Mannheimer Zeichnungsakademie vor der Auflösung zu bewahren, wurde ihm ein Wartegeld zugeteilt und die Ernennung als Hofmaler in Aussicht gestellt. Um diese Zeit entstand eine Reihe von Landschaftsgemälden, meist im Auftrag des badischen Hofes. Genaue Schilderung der Gegend, Feinheiten und duftige, lichtdurchflutete Farbigkeit sichern ihnen eine bedeutende Stellung in der badischen Vedutenmalerei.
1806 entstanden Wandgemälde für die Innendekoration des Schlosses Bauschlott bei Pforzheim (Karlsruhe, Badisches Landesmuseum). Dem Geschmack des Hofes Rechnung tragend, malte Kuntz badische Landschaften. 1808 siedelte er, inzwischen Hofmaler, nach Karlsruhe über, wo er für das Hochbergsche Palais vier Bodenseelandschaften malte. Diese zwei auf drei Meter großen Ansichten zeigen Bodensee-Motive zu verschiedenen Tageszeiten, zwei davon befinden sich im Schloss Salem. Diesen Aufträgen liegt eine große Anzahl Naturstudien zugrunde. 1812 wurde Kuntz dazu ausersehen, der badischen  Großherzogin Stephanie täglich Zeichenunterricht zu erteilen.
Ein von Kuntz nach Paulus Potter kopiertes Tierbild, Der Frühlingsmorgen (Mannheim, Städtische Kunsthalle) erregte 1815 ungewöhnliches Aufsehen wegen seiner Ähnlichkeit mit dem Original. Hof- und Geldadel bestellten fortan Tierbilder bei ihm. Diese auf der niederländischen Tradition basierenden Tierstücke steigerte Kuntz zu einer außergewöhnlichen Perfektion. 1818 wurde er zum Mitbegründer des Badischen Kunstvereins, 1829 ernannte ihn Großherzog Ludwig zum Galeriedirektor, doch konnte er dieses Amt nur ein Jahr bekleiden. Schüler von Kuntz waren seine beiden Söhne  Rudolf und Ludwig  sowie der Heidelberger Ernst Fries.
Kuntz war Mitglied der Freimaurerloge Carl zur Eintracht in Mannheim.
Weitere Söhne neben den vorgenannten Malern waren der badische Verwaltungsjurist Konrad Kuntz (1804–1881) und der preußische Generalleutnant Gustav Kuntz (1807–1886).

## Werke (Auswahl)
- Schlafender Hirtenjunge auf der Alm, 1792 (Kiel, Stiftung Pommern)
- Hirt und Herde am Brunnen, 1801 (Kassel, Staatliche Kunstsammlung)
- Landleute am Ufer eines Gebirgssees, 1791; Kämpfende Kühe bei einem Gehöft, 1815; Hirt von einem Stier angegriffen, 1815 (alle drei: München, Bayerische Staatsgemäldesammlung)
- Blick vom Hässlich, 1816 (Baden-Baden, Stadtgeschichtliche Sammlungen)
- Landschaft mit Rindern, 1821; Schwarzwaldlandschaft, 1924 (beide: Berlin, Staatliche Museen)
- Tierstudien in Öl sowie Radierungen in den Reiss-Engelhorn-Museen in Mannheim
- weitere Werke in Privatbesitz und vermutlich in Leipzig, Dresden und Moskau
- Nachlass: Kunsthalle Mannheim

Aquatintablätter
- Die pissende Kuh, nach Paulus Potter
- Hirtenfamilie mit ruhendem Vieh, nach J. G. Roos
- Die Verstoßung Hagars, nach Claude Lorrain
- Der Rheinfall bei Schaffhausen
- Ansichten von Mannheim, Baden-Baden, Heidelberg und dem Heidelberger Schloss

Zahlreiche Zeichnungen, Aquarelle und Radierungen befinden sich in der Staatlichen Kunsthalle Karlsruhe.